# Paombong
Paombong (autrement connu comme Pômbon) est une municipalité de la province de Bulacan, aux Philippines. La municipalité est connu dans le pays pour sa production de vinaigre, le sukang paombong (vinaigre du Pombon). Le gentilé est Pômbonnais/-e.